# 林筳諭
林筳諭（1990年8月5日—），藝名勇兔，台灣女藝人。
2010年，由於第一代的黑Girl正式解散，所以進行第二代團體重組，她與丫頭、小薰、糖果組成第二代的黑Girl，但4個月後突然退出黑Girl，並沒有公佈退出原因。離開團體後，暫時離開演藝圈，做過許多非演藝圈的工作，如服飾店店員。後逐漸回歸演藝工作。
2022年出演《一家團圓》張家玲一角，與張瓊姿、江宏恩、夏語心等人合作，把對丈夫出軌情緒表演到位，演藝事業大耀進，吸引近百萬觀眾收看，演技備受觀眾喜愛。隨後在《一家團圆》中飾演另一個反派角色張家嬿，首次在八點檔飾演2個角色。

## 个人背景

### 学历
原就讀於高雄市私立中華藝校，後來轉到莊敬高職表演藝術科，2008年6月完成學業。

### 感情生活
2021年與台灣男演員張書偉交往，2022年9月24日兩人共同發聲明坦言已分手。

## 经历

### 出道前
2006年，因參加「LUX玩美麗仕蔡依林高雄慶功演唱會」“馬德里不思議”百名舞者徵選，獲發掘並加入我愛黑澀會，只參加三次淘汰賽就勝出三次，獲得免除淘汰賽的資格。在節目中屬於活躍分子，而且舞藝精湛，也常模仿偶像蔡依林的舞蹈。特別擅長Hip Hop、Locking、House、Jazz等舞藝表現亮眼。經常在節目中被取笑說話帶有「鄉音」成為其特色。
2009年5月勇兔與洪詩、玉兔、糖果在西門町紅樓河岸留言舉行了第一屆我愛黑澀音樂同樂會，獲得觀眾和Channel V總監Andy哥的支持和稱讚。並證明了美眉們節目內外努力的精神及付出。

### 2010年：以團體身份黑Girl出道、退出黑Girl
3月17日，黑Girl第一代解散，進行第二代團體重組，勇兔由黑澀會美眉晉升為黑Girl，成為新二代的成員。
9月16日，黑Girl南昌活動中勇兔缺席，由新成員子庭替補。而丫頭也證實勇兔已退出黑Girl。
11月15日，我愛黑澀棒棒堂的《突襲時間》（第227集）單元中，在勇兔寫給自己的信裡透露出名字——陳筳諭。

### 2012年
5月加入網路電視選秀節目《今晚淘汰誰》第二季作為其中的美眉，並以最後四強勝出。

### 2013年
12月，於《娛樂百分百》透露高中時跟李唯楓、鬼鬼、王子和小濱為同班同學。

### 2016年：出演電視劇《甘味人生》
與夏語心先後共演本土劇《甘味人生》，飾演李嘉明之妻高媛媛。

## 電視劇
| 首播日期 | 播出頻道               | 劇名                      | 角色         |
| -------- | ---------------------- | ------------------------- | ------------ |
| 2008年   | 衛視中文台             | 《黑糖群俠傳》            | 霜兒         |
| 2013年   | 三立都會台、東森綜合台 | 《我的自由年代》          | 小兔學姊     |
| 2014年   | 華視                   | 《巷弄裡的那家書店》      | 小豬         |
| 2015年   | 台視                   | 《新世界》                | 鄭老師       |
| 2015年   | 大愛電視台             | 《幸福在我家》            | 葉素珍       |
| 2015年   | 大愛電視台             | 《藍色艷陽天》            | 陳惠雅       |
| 2016年   | 三立台灣台             | 《甘味人生》              | 高媛媛       |
| 2016年   | 大愛電視台             | 《蘇足》                  | 阿巧         |
| 2017年   | 大愛電視台             | 《車站人生》              | 陳倩萍       |
| 2018年   | 大愛電視台             | 《長盤決勝》              | 曉雲         |
| 2018年   | 大愛電視台             | 《有你陪伴》              | 張美琴       |
| 2018年   | 大愛電視台             | 《阿英的成長日記》        | 林珮雯       |
| 2018年   | 三立台灣台             | 《炮仔聲》                | 林姍姍       |
| 2019年   | 華視                   | 《最佳利益》              | 蔣明麗       |
| 2019年   | 大愛電視台             | 《最美的相遇》            | 彭瑞梓       |
| 2020年   | 公視                   | 《我的婆婆怎麼那麼可愛》  | 葛大美       |
| 2021年   | 大愛電視台             | 《姊姊向前衝》            | 林麗卿       |
| 2021年   | 華視                   | 《俗女養成記2》           | 銀行員       |
| 2021年   | 台視                   | 《一個屋簷下》            | 張有月       |
| 2022年   | 三立台灣台             | 《一家團圓》              | 張家嬿張家玲 |
| 2024年   | 公視                   | 《我的婆婆怎麼那麼可愛2》 | 葛大美       |
| 2025年   | 民視                   | 《好運來》                | 蔡佩茹       |
| 2025年   | 大愛電視台             | 《日日好食光》            | 李美玉       |

## 電影
| 年份   | 片名                       | 角色   | 導演   | 備註 |
| ------ | -------------------------- | ------ | ------ | ---- |
| 2022年 | 《初戀慢半拍》             | Apple  | 陳駿霖 |      |
| 2023年 | 《我的婆婆怎麼把OO搞丟了》 | 葛大美 | 鄧安寧 |      |

### 電視電影
| 年份   | 頻道 | 劇名 | 角色 | 備註         |
| ------ | ---- | ---- | ---- | ------------ |
| 2017年 | 公視 | 《》 | 杏子 | 公視新創電影 |

## 節目主持
- 非凡新聞台
  - 《360行向前衝》 外景主持（2015年）

- 衛視中文台
  - 《旅行應援團》 助理、外景主持（2009年12月27日至2010年3月28日）

- Channel V
  - 《我愛黑澀棒棒堂》
  - 《我愛黑澀會》
  - 《美眉普普風》
  - 《模范棒棒堂》助教
  - 《VJ普普風》
  - 《流行In House》
  - 《就是愛JK》助教

- 東南衛視
  - 《開心100》 代班主持（2010年7月4日）[4][5]
  - 《開心100》 代班主持（2010年8月8日）[6]

## 爭議事件

### 剪褲事件
2017年，糖果在節目小明星大跟班爆料，表示過去有位美眉當著她的面剪掉她的衣服。節目播出後，網友揪出該名美眉就是勇兔，而她在幾日後還原事發狀況並道歉，而洪詩也留言力挺，力證勇兔的清白。